# Új Demokrata Párt
Az Új Demokrata Párt (angolul: New Democratic Party, rövidítve NDP; franciául Nouveau Parti Démocratique, rövidítve NPD) egy kanadai szociáldemokrata párt. A párt 1961-ben alakult, többek között a Co-operative Commonwealth Federationből, és azóta mindig kapott mandátumot a Kanadai Parlamentben. 2025 óta Don Davies a párt ideiglenes vezetője
A párt minden tartományi parlamentben is indul a választásokon, kivéve a québeci nemzetgyűlést. Részt vesz a Yukon territórium törvényhozó gyűlésének választásain is. A québeci osztály 1990-ben kivált a pártból, és ma a Québec solidaire párt része. A párt kormányon van vagy volt Manitobában, Nova Scotiában, Ontarióban, Saskatchewanban, Brit Columbiában, Yukonban és Albertában.
A párt hagyományos gyökerei a szakszervezeti mozgalomban vannak, de ma már többek között a környezetvédelmi mozgalomhoz is kötődik.
A 2011-es parlamenti választáson a párt rekord eredményt ért el. A párt a második legerősebb/legnagyobb lett, először több szavazattal, mint a Liberális Párt, és ezzel a hivatalos ellenzék lett az alsóházban.
A 2021-es parlamenti választáson a párt a negyedik legerősebb lett a Konzervatív Párt, a Bloc Québecois és a Liberális Párt mögött. 2022 márciusától 2024 szeptemberéig a párt a Liberális Párt támogató pártjaként működött egy szövetségi kormányban.

## Választási eredményei
| Választás | Pártvezető        | Szavazatok száma | ÚDP-s szavazatok aránya | arány ± | Mandátumok a kanadai parlamentben | Mandátumok ± |
| --------- | ----------------- | ---------------- | ----------------------- | ------- | --------------------------------- | ------------ |
| 1962      | Tommy Douglas     | 1 044 754        | 13,57%                  | +13,57% | 19 / 265                          | +19          |
| 1963      | Tommy Douglas     | 1 044 701        | 13,24%                  | -0,33%  | 17 / 265                          | -2           |
| 1965      | Tommy Douglas     | 1 381 658        | 17,91%                  | +4,67%  | 21 / 265                          | +4           |
| 1968      | Tommy Douglas     | 1 378 263        | 16,96%                  | -0,95%  | 22 / 264                          | +1           |
| 1972      | David Lewis       | 1 725 719        | 17,83%                  | +0,87%  | 31 / 264                          | +9           |
| 1974      | David Lewis       | 1 467 748        | 15,44%                  | -2,40%  | 16 / 264                          | -15          |
| 1979      | Ed Broadbent      | 2 048 988        | 17,88%                  | +2,45%  | 26 / 282                          | +9           |
| 1980      | Ed Broadbent      | 2 150 368        | 19,67%                  | +1,89%  | 32 / 282                          | +5           |
| 1984      | Ed Broadbent      | 2 150 368        | 18,81%                  | -0,97%  | 30 / 282                          | -2           |
| 1988      | Ed Broadbent      | 2 685 263        | 20,38%                  | +1,57%  | 43 / 295                          | +13          |
| 1993      | Audrey McLaughlin | 933 688          | 6,88%                   | -13,50% | 9 / 295                           | -34          |
| 1997      | Alexa McDonough   | 1 434 509        | 11,05%                  | +4,17%  | 21 / 301                          | +12          |
| 2000      | Alexa McDonough   | 1 093 748        | 8,51%                   | -2,54%  | 13 / 301                          | -8           |
| 2004      | Jack Layton       | 2 116 536        | 15,68%                  | +7,17%  | 19 / 308                          | +6           |
| 2006      | Jack Layton       | 2 589 597        | 17,48%                  | +1,71%  | 29 / 308                          | +10          |
| 2008      | Jack Layton       | 2 517 075        | 18,13%                  | +0,70%  | 37 / 308                          | +8           |
| 2011      | Jack Layton       | 4 508 474        | 30,63%                  | +12,44% | 103 / 308                         | +66          |
| 2015      | Tom Mulcair       | 3 441 409        | 19,71%                  | -10,92% | 44 / 338                          | -59          |
| 2019      | Jagmeet Singh     | 2 903 722        | 15,98%                  | -3,78%  | 24 / 338                          | -20          |
| 2021      | Jagmeet Singh     | 3 036 346        | 17,83%                  | +1,84%  | 25 / 338                          | +1           |
| 2025      | Jagmeet Singh     | 1 237 295        | 6,3%                    | -11,53% | 7 / 343                           | -18          |

## Fordítás
Ez a szócikk részben vagy egészben  a   Nya demokratiska partiet (Kanada) című svéd Wikipédia-szócikk ezen változatának fordításán alapul.  Az eredeti cikk szerkesztőit annak laptörténete sorolja fel. Ez a jelzés csupán a megfogalmazás eredetét és a szerzői jogokat jelzi, nem szolgál a cikkben szereplő információk forrásmegjelöléseként.